# The Bronx (banda)
The Bronx es una banda hardcore punk formada en 2002 en Los Ángeles, California. Han lanzado tres álbumes homónimos, y con un cuarto lanzado en 2009.

## Historia
The Bronx se forma en 2002 en la ciudad de Los Ángeles, California. Sus miembros originales consistían en cantante Matt Caughthran, guitarrista Joby J. Ford, bajista James Tweedy, y baterista Jorma Vik. En su primera presentación, impresionaron a Jonathan Daniel, mánager de American Hi-Fi, quien se convirtió en su mánager, y apenas dieron su segundo show, atrajeron la atención de A&R , representantes de grandes discográficas. record labels. Después de tan solo doce presentaciones en vivo, la banda firmó contrato con Island Def Jam Music Group. Sin embargo, como no se sentían aún preparados para grabar para una discográfica importante, la banda optó por formar su propia discográfica White Drugs para poner a la venta sus primeros lanzamientos. Ellos grabaron un demo titulado Sure Death en el año 2002, seguido por su primer single “Bats!” en el 2003. Su álbum debut The Bronx I salió a la venta en agosto del 2003, seguido por el EP La Muerte Viva en noviembre de ese mismo año. Para respaldar el lanzamiento de ese álbum, se lanzaron singles y Videos musicalesPara las canciones "They Will Kill Us All (Without Mercy)" y "False Alarm". además de organizar una gira por los Estados Unidos para promocionar el disco. 
El debut en una discográfica importante fue con el disco The Bronx (2006), su segundo disco homónimo, el cual tuvo de respaldo los sencillos y videos para "History's Stranglers", "White Guilt" y "Shitty Future". Ken Horne, de The Dragons colaboró con algunas partes de guitarra en este álbum y pronto se unió como segundo guitarrista.
En abril de 2007, la banda anunció que grabaría dos nuevos discos, los cuales se llamarían de igual modo que los otros dos discos anteriores. The Bronx iba a ser un álbum punk rock, mientras que El Bronx el cual sería un disco de estilo mariachi. Entraron a grabar en los estudios en marzo del 2008 para comenzar a trabajar en ambos discos con Brad Magers (Christiansen y Your Highness Electric) reemplazando a Tweedy en Bajo y Vincent Hidalgo (formerly of The Drips) también uniéndose a la banda. En junio de ese año ellos postearon la canción “Knifeman” de The Bronx (III) en su perfil de Myspace, seguido del premier de “PR Rules”, del disco "El Bronx". En el verano del 2008, la banda tocó en el Warped Tour. además, aparecieron en la película What We Do Is Secret interpretando a Black Flag, tocando la canción "Police Story" de esa misma banda. En preparación para el lanzamiento del álbum El Bronx, la banda ha estado tocando recientemente como "Mariachi El Bronx" cuando tocan el set de mariachi, y como The Bronx para los set de rock. The Bronx wfue lanzado el 11 de noviembre de 2008, el lanzamiento de El Bronx fue programado para el 17 de agosto de 2009. La banda actualmente está tocando para la empresa de lucha libre Lucha Underground.

## Miembros de la banda

### Miembros actuales
- Matt Caughthran - vocalista (2002 - presente)
- Joby J. Ford - guitarra, Vocalista de apoyo (2002 - presente)
- Dave Hidalgo Jr- batería
- Ken Horne - guitarra, Vocalista de apoyo (2006 - presente)
- Brad Magers - bajo, Vocalista de apoyo (2007 - presente)

### Miembros anteriores
- James Tweedy - bajo, Vocalista de apoyo (2002 - 2007)

## Discografía

### Álbumes
| año  | Título    | Sello(s)                            |
| ---- | --------- | ----------------------------------- |
| 2003 | The Bronx | White Drugs/Ferret/Tarantulas/Shock |
| 2006 | The Bronx | White Drugs/Island/Def Jam/Swami    |
| 2008 | The Bronx | White Drugs                         |
| 2009 | El Bronx  | Wichita                             |

### EP
| Año  | Título         | Sello(s)                  |
| ---- | -------------- | ------------------------- |
| 2003 | La Muerte Viva | White Drugs/Wichita/Shock |

### Demos
| Año  | Título     | Sello(s)    |
| ---- | ---------- | ----------- |
| 2002 | Sure Death | White Drugs |

### Social Club releases
| año  | Título                    | Sello(s)    |
| ---- | ------------------------- | ----------- |
| 2006 | Social Club Issue no. One | White Drugs |
| 2006 | Social Club Issue no. Two | White Drugs |
| 2008 | Social Club Issue no. 3   | White Drugs |

### Simples
| año  | Single                                  | Posición de popularidad | Posición de popularidad | Posición de popularidad | B-sides                                   | Album     | Sello               |
| año  | Single                                  | US Hot 100              | US Modern Rock          | UK Singles Chart        | B-sides                                   | Album     | Sello               |
| ---- | --------------------------------------- | ----------------------- | ----------------------- | ----------------------- | ----------------------------------------- | --------- | ------------------- |
| 2003 | "Bats!"                                 | –                       | –                       | –                       | "You Wanna See Us Burn", "Private Affair" | –         | Tarantulas          |
| 2004 | "They Will Kill Us All (Without Mercy)" | –                       | –                       | 65                      | "I Got Chills" (live)                     | The Bronx | White Drugs/Wichita |
| 2004 | "False Alarm"                           | –                       | –                       | 73                      | "The Needle and the Damage Done"          | The Bronx | White Drugs/Wichita |
| 2006 | "History's Stranglers"                  | –                       | –                       | –                       | "Venice"                                  | The Bronx | White Drugs/Wichita |
| 2006 | "White Guilt"                           | –                       | –                       | 200                     | "Rockers NYC"                             | The Bronx | White Drugs/Wichita |
| 2009 | "Young Bloods"                          | –                       | –                       | –                       | "Lab Rats"                                | The Bronx | White Drugs/Wichita |